# Побија (Милано)
Побија је насеље у Италији у округу Милано, региону Ломбардија.
Према процени из 2011. у насељу је живело 238 становника. Насеље се налази на надморској висини од 141 м.